# Gemeinschaftsgrundschule Am Neandertal
Die Gemeinschaftsgrundschule Am Neandertal ist eine Grundschule an der Gruitener Straße in Mettmann. Namensgebend ist heute das von der Düssel geprägte Neandertal, zuvor hieß die Schule nach Albert Schweitzer. Die Schule wurde von 1951 bis 1954 errichtet, 1958 wurde dann noch eine Turnhalle dazu gebaut. Architekt des Gebäudes war Denis Boniver. Die Schule steht heute unter Denkmalschutz. Es sollte kein „dunkler Kasernenbau“ sein, die Klassenzimmer liegen nur auf einer Seite, die Schulhöfe für große und kleine Schulkinder sind getrennt. Vier Klassenzimmer sind mit separaten Gruppenarbeitsräumen ausgestattet. Es gibt eine Loggia für Unterricht im Freien, eine Voliere und zahlreiche Pflanzen sollten die Architektur auflockern. Der Flur hinter dem Eingangsbereich wurde für Versammlungszwecke verbreitert.

## Belege
1. ↑  Info aus Schulen online (Memento vom 18. Juli 2020 im Internet Archive) In: www.schulministerium.nrw.de
2. ↑  Wir über uns In: www.ggs-neandertal.de
3. ↑  Schulleitung. In: www.ggs-neandertal.de. Abgerufen am 11. November 2022.
4. ↑  Grundschule steht unter Denkmalschutz in rp-online vom 24. November 2015